# Sông Đắk Lô
Sông Đắk Lô là một con sông đổ ra Sông Trà Khúc. Sông Đắk Lô chảy qua các tỉnh Kon Tum và Quảng Ngãi, Việt Nam 
Sông có chiều dài 66 km và diện tích lưu vực là 1.880 km² .

## Thủy điện
Thủy điện Đăk Lô có công suất lắp máy 22 MW với 2 tổ máy, trên vùng đất xã Ngok Tem huyện Kon Plông tỉnh Kon Tum, khởi công tháng 2/2012, hoàn thành tháng 1/2016 .

## Chỉ dẫn
1. ↑  Trong tiếng các dân tộc thuộc nhóm ngôn ngữ Môn-Khmer ở Tây Nguyên và trong tiếng Việt cổ (trước thế kỷ 16, xem Chữ Nôm) thì đăk đã có nghĩa là nước, sông, suối, còn krông nghĩa là sông. Trong tiếng một số dân tộc Tây Nguyên khác thì ea và ia có nghĩa là nước, sông, suối.

- Sông Đăk Lô không chảy qua tỉnh Quảng Nam. Lỗi trong văn bản "Danh mục lưu vực sông liên tỉnh" theo Quyết định số 1989/QĐ-TTg ngày 01/11/2010 của Thủ tướng Chính phủ.